# Novel·la bèl·lica
La novel·la bèl·lica és una narració ambientada durant una guerra o que analitza els seus efectes en els personatges que hi han participat. Com a temàtica existeix des dels inicis de l'èpica grega, però el terme s'acostuma a aplicar a obres contemporànies, dins la novel·la de gènere.

## Característiques
La novel·la de guerra rep la denominació per l'escenari o tema que tracta però en realitat pot incloure narratives ben diferents. En primer lloc hi ha la novel·la bèl·lica que narra les gestes dels soldats al front i que pot ser considerada un subgènere de la novel·la d'aventures. En aquest cas es fa èmfasi en el coratge i heroisme (o la seva absència) dels combatents, es descriuen tàctiques i lluites i el to general és positiu malgrat la duresa dels enfrontaments. La guerra descrita pot ser contemporània a l'autor o passada, i llavors s'enquadra dins la novel·la històrica.
Per contra, especialment en les novel·les relacionades amb les dues guerres mundials, hi ha un gruix d'obres que tracten de la devastació que provoca la guerra, tant en els que hi participen com en la resta de la població. L'èmfasi està en els sentiments contradictoris dels soldats, el contrast amb les accions suposadament heroiques i la quotidianitat de la lluita, l'absurd de les ordres dels comandaments militars o el desengany sobre la propaganda sobre l'enemic, el patiment dels dos bàndols o la solitud dins l'exèrcit. La novel·la presenta aleshores un fort component de crítica social i anàlisi psicològica dels personatges i el to és pessimista o distanciat. Poden aparèixer reflexions filosòfiques sobre el sentit de la vida properes a l'existencialisme. Dins d'aquest grup cal incloure aquelles novel·les que s'ocupen d'analitzar què passa quan els soldats tornen a casa i com és de difícil la seva readaptació a la vida civil, un tema molt present especialment a l'esfera estatunidenca.
Per acabar la novel·la bèl·lica pot ser una paròdia on els desastres i els desencontres produeixen humor. Sovint és una forma diferent de fer crítica al bel·licisme, freqüents als països de l'òrbita comunista. Les històries petites relacionades amb la guerra se centren en moments quotidians o en escenes grotesques més que en el combat en si i analitzen l'estructura de l'exèrcit com a institució.
Les grans guerres han originat els seus propis subgèneres dins la novel·la bèl·lica, i així es poden trobar novel·les sobre la guerra civil, sobre l'holocaust, sobre les guerres mundials, les campanyes napoleòniques i similars. Dins de cada conflicte poden aparèixer obres de les tres tipologies.

## Obres cèlebres
- Guerra i pau, de Lev Tolstoi
- The Red Badge of Courage, de Stephen Crane
- Le Feu: journal d'une escouade, de Henri Barbusse
- Im Westen nichts Neues, d'Erich Maria Remarque
- A Farewell to Arms d'Ernest Hemingway
- The Caine Mutiny, de Herman Wouk
- Unitats de xoc, de Pere Calders
- Catch-22, de Joseph Heller
- Soldats de Salamina, de Javier Cercas
- Les aventures del bon soldat Švejk de Jaroslav Hašek
- The Quiet American, de Graham Greene
- The Hunt for Red October, de Tom Clancy
- Incerta glòria, de Joan Sales
- Homenatge a Catalunya, de George Orwell